# Ranoš
Ranoš je kopec se dvěma vrcholy v nadmořské výšce 655 m a 656 m. Kopec se nachází nad bývalou zaniklou německou vesnicí (dnes jen osadou) Ranošov (německy Prussinowitz) a Kozlov v pohoří Oderské vrchy (subprovincie pohoří Nízký Jeseník) v okrese Olomouc v Olomouckém kraji. Před zmenšením vojenského újezdu Libavá, se kopec nacházel ve vojenském prostoru a v současnosti je volně celoročně přístupný. Na vrcholy kopce nevedou turistické značky, je pokryt pastvinami s výhledem a vyznačeným trigonometrickým bodem. Pod kopcem se nachází Bývalý německý hřbitov v Kozlově. Ve svazích Ranoše a blízké Křížové hory pramení potok Říka (přítok Olešnice).